# Wilhelm Küchler (Politiker, 1846)

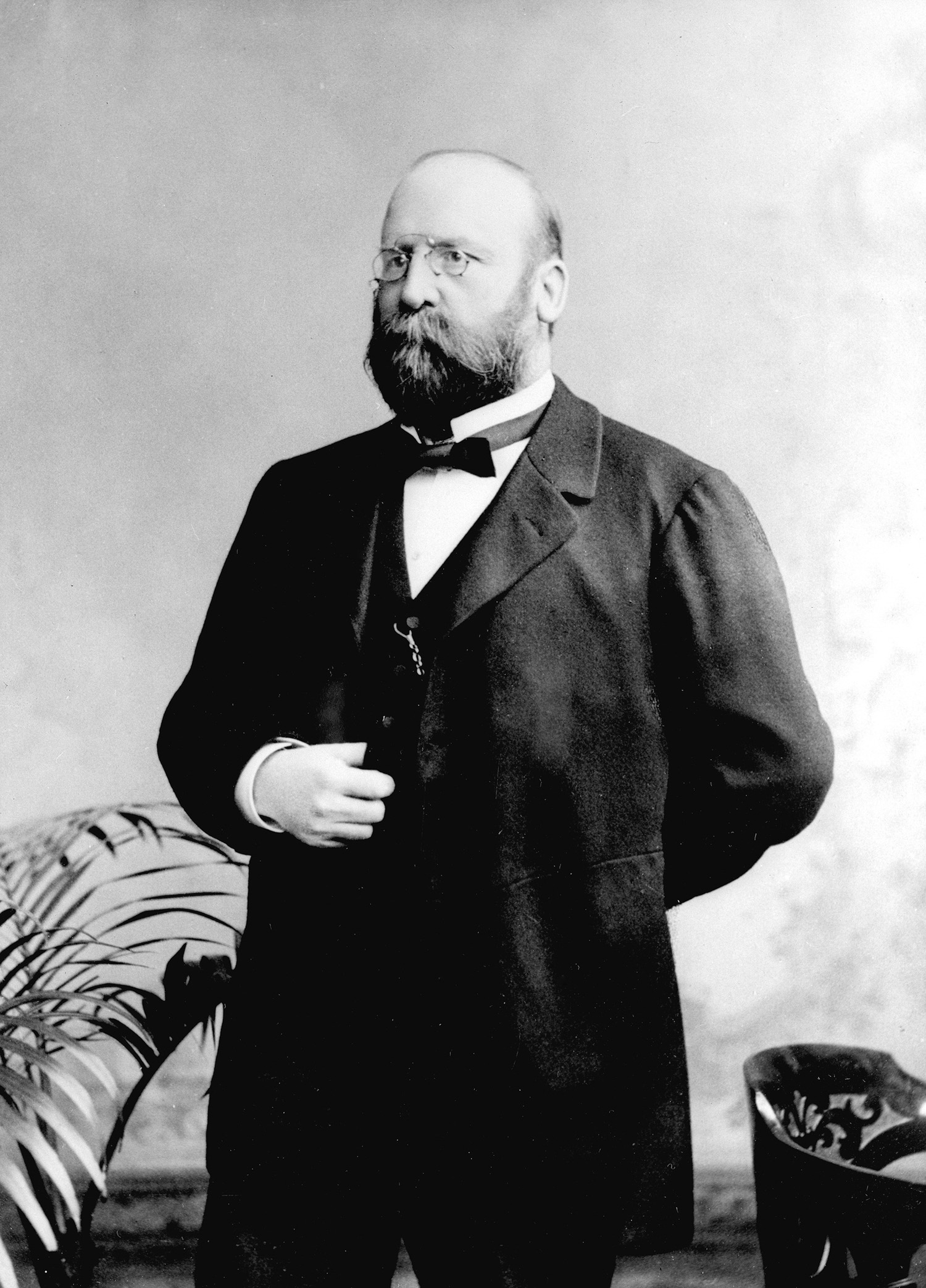
Wilhelm Küchler

Wilhelm Hans Heinrich Philipp Küchler (* 4. September 1846 in Biedenkopf; † 31. Oktober 1900 in Darmstadt) war ein deutscher Politiker. Er war Oberbürgermeister von Worms und großherzoglich hessischer Finanzminister.

## Leben
Sein Vater Ernst Ludwig Küchler war großherzoglich hessischer Steuerrat, seine Mutter eine geborene Follenius aus Gießen. Sein Onkel Friedrich Küchler (1822–1898) war Provinzialdirektor, Präsident des Hessischen Verwaltungsgerichtshofes und Ehrenbürger von Mainz.
Nach dem Besuch des Gymnasiums in Darmstadt studierte Küchler Rechtswissenschaft an der Ruprecht-Karls-Universität Heidelberg und der Ludwigs-Universität Gießen. Er wurde Mitglied des Corps Rhenania Heidelberg (1865) und des Corps Teutonia Gießen (1867). 1868 war er stellvertretender Vorsitzender des Kösener Congresses.

### Worms
Seine berufliche Laufbahn begann er nach Teilnahme am Deutsch-Französischen Krieg als Freiwilliger, Ableistung des Referendariats und verschiedenen befristeten Anstellungen 1877 als Kreisassessor in Friedberg. 1882 wurde er zum Bürgermeister von Worms gewählt. 1888 erhielt er durch Großherzog Ludwig IV. per Dekret den Charakter als Oberbürgermeister verliehen.:486 Küchlers Amtszeit in Worms stand ganz im Zeichen des Aufschwungs, der sich in einer verstärkten Wirtschaftstätigkeit, einer starken Bevölkerungszunahme und einer zusätzlichen sozialen Fürsorge der Verwaltung ausdrückte. Es entstanden u. a. das städtische Krankenhaus an der Mainzer Straße (1888), das städtische Gas- und Wasserwerk (1889), das Spiel- und Festhaus (1889), das Kanalisationssystem, der Handelshafen, verbunden mit einer Rheinregulierung und neuen Uferbauten zum Hochwasserschutz (1890–1893), neue Schulgebäude und mehrere Nebenbahnverbindungen ins Umland. Schon 1883 erfolgte auf seine Initiative hin der Umbau des Stadthauses, dessen Situation unzumutbar geworden war. Als Bürgermeister hat er das städtische Leben und auch das Stadtbild geprägt wie kein anderer zuvor. Als 1894 turnusgemäß seine Wiederwahl anstand, wurde er nicht wie bisher auf zwölf Jahre, sondern nach § 31 der hessischen Städteordnung auf Lebenszeit gewählt.

### Darmstadt
Dennoch wechselte er 1898 als Präsident des großherzoglich hessischen Finanzministeriums nach Darmstadt. Hier machte er sich besonders durch den Vollzug der großen hessischen Steuerreform (Einführung der Einkommens- und Vermögenssteuer) einen Namen. Wegen Erkrankung an Kehlkopfkrebs schied er schon 1900 aus dem Amt aus, dem Leiden erlag er wenig später. Seine Asche wurde auf dem Alten Friedhof in Darmstadt beigesetzt.

## Ehrungen

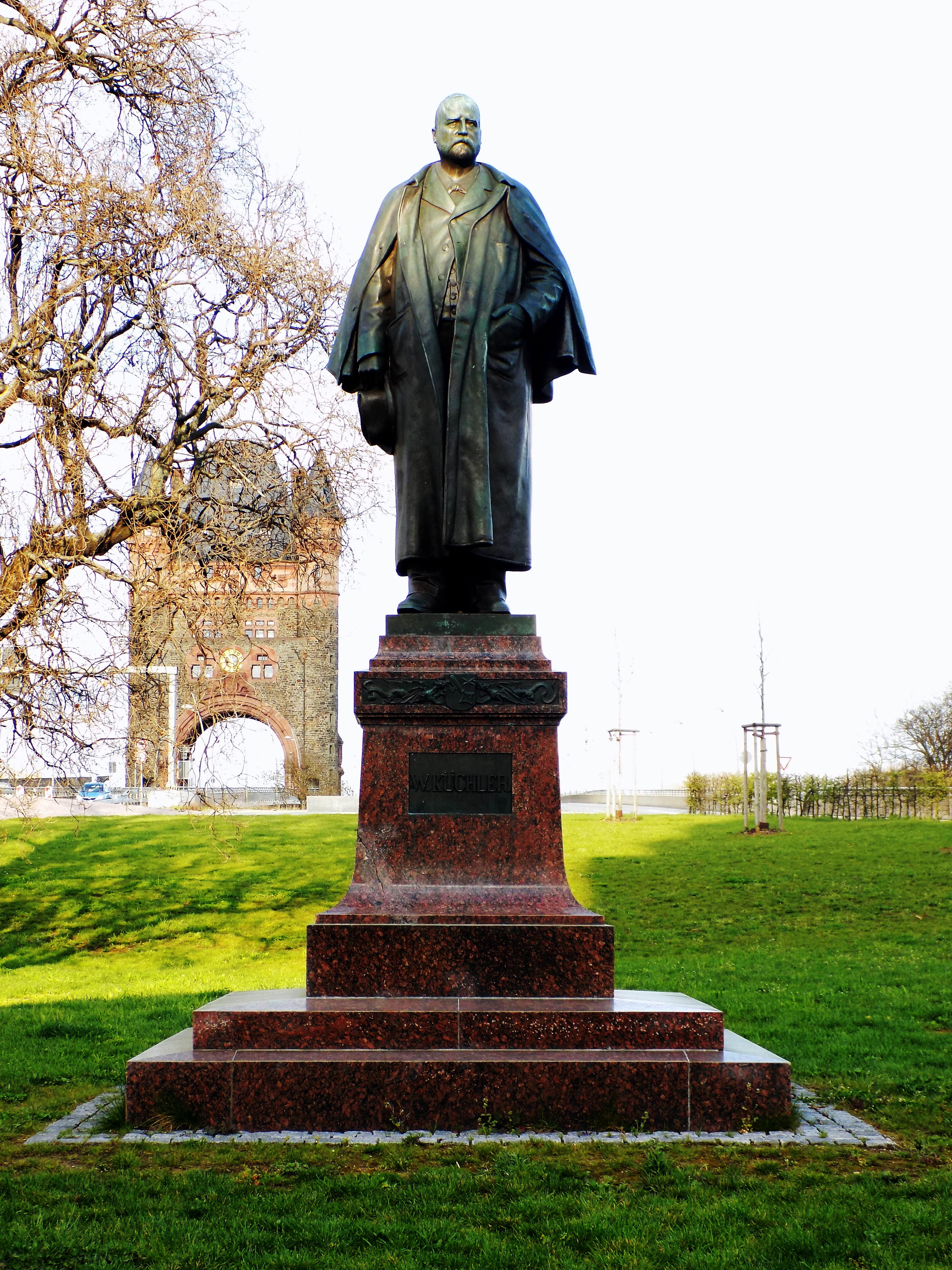
Küchler-Denkmal

Aus Anlass seines Ausscheidens aus dem Amt als Oberbürgermeister wurde Küchler am 5. Juli 1898 „wegen seiner großen Verdienste um das Wohl der Stadt“ zum Ehrenbürger ernannt. Ein von dem Karlsruher Bildhauer Johannes Hirt ausgeführtes, überlebensgroßes Küchler-Denkmal (1904), initiiert von Cornelius Wilhelm von Heyl zu Herrnsheim und aufgestellt auf dem Lindenplatz (später „Küchlerplatz“), befindet sich heute unterhalb der Nibelungenbrücke Worms. An der Friesenstraße in Worms steht das sogenannte „Küchlerhaus“ mit einem Porträtmedaillon des Bürgermeisters über dem Eingang. Nachdem der frühere Küchlerplatz nach 1945 der Stadtplanung zum Opfer gefallen war, wurde 1982 wieder eine Straße nach ihm benannt.